# Коленопреклонение

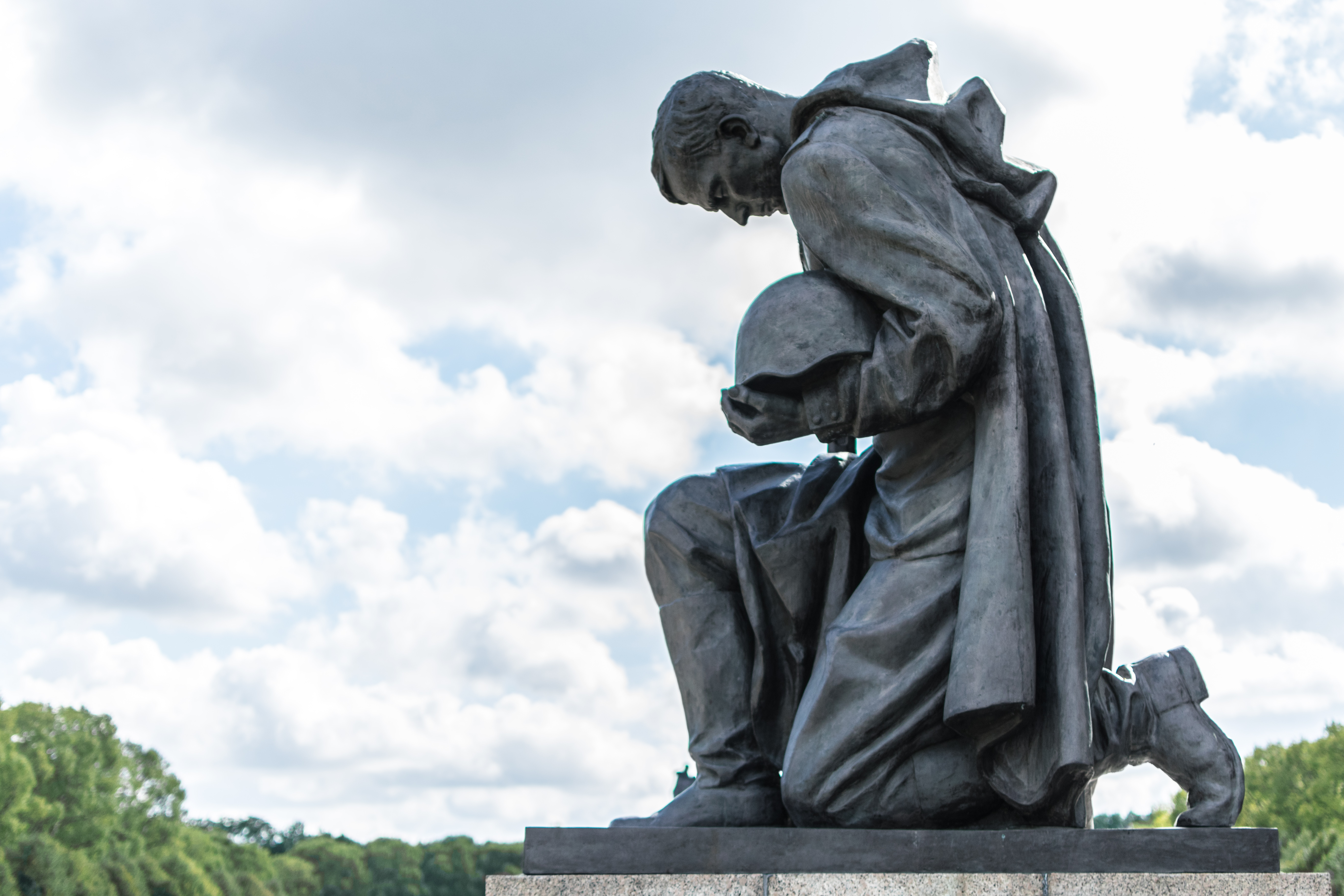
Монумент коленопреклоненного советского солдата на военном мемориале.

Коленопреклоне́ние — форма выражения почтения и уважения к старшему или знатному сословному лицу при встрече, передаче даров, мольбах или просьбах, в отдании почестей погибшим на поле боя героям, в виде поклона головы при стоянии на одном из колен.

## Использование
В отличие от обычного стояния на коленях во время наказаний и перед иконой или в мольбах грешников Всевышнему о прощении, к преклонению на одном из колен прибегают в знак признательности и уважения, прося руки возлюбленной или предлагая кольца для бракосочетания, во время принятия титула от правителя, при выражении почтения погибшим в боях перед могилой и т. д. Коленопреклонение выражает почтение и торжественность, в отличие от наказания при стоянии на коленях в углу (на горохе и зерне) или при униженной мольбе.

## История
В 328 году до н. э. Александр Македонский ввёл в свой придворный этикет форму почтенного преклонения по примеру Персии, в виде модифицированной традиции проскинезы. В Византии того времени, даже сенаторы должны были преклоняться императору. В средневековой Европе таким образом человек демонстрировал уважение к королю или дворянину — опускаясь перед ним на одно колено и зачастую оставаясь в таком положении до тех пор, пока ему не прикажут подняться. Традиционно влюблённые мужчины различных культур и традиций встают на колено, делая предложение о вступлении в брак своей возлюбленной. Обычай подобного почитания, как знак уважения и служения кому-либо, возник в почестях средневековым королям и иной знати. В современности, ветераны войны и награждаемые за доблестную службу и труд, отдают таким образом дань признания и уважения флагу — целуя его край, встав на левое колено.
Первоначально созвездие «Геркулес» не персонифицировалось и называлось «Коленопреклонённый»: в каталог звёздного неба Клавдия Птолемея «Альмагест» (140 г. н. э.) оно включено под этим именем.

## Фотогалерея

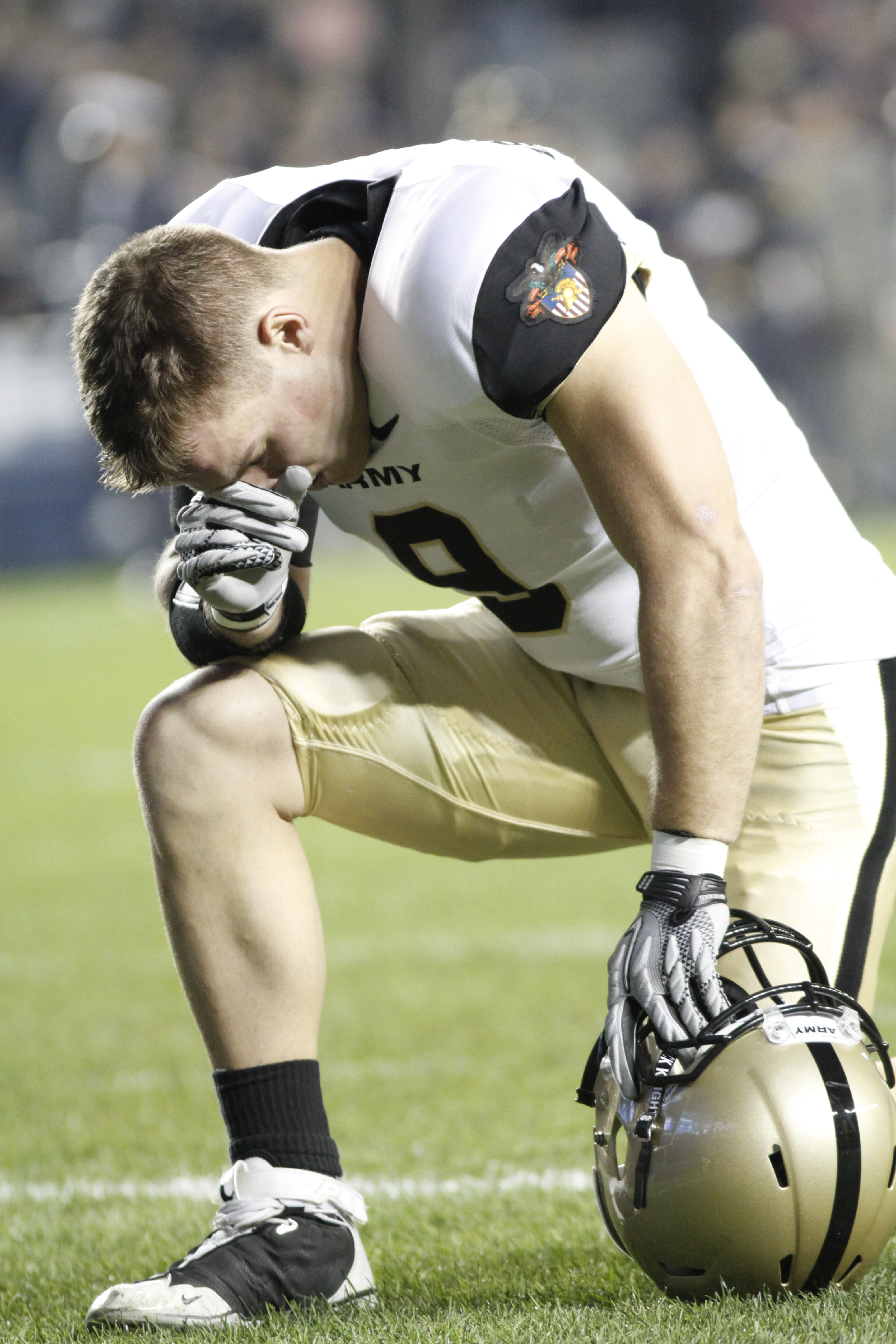
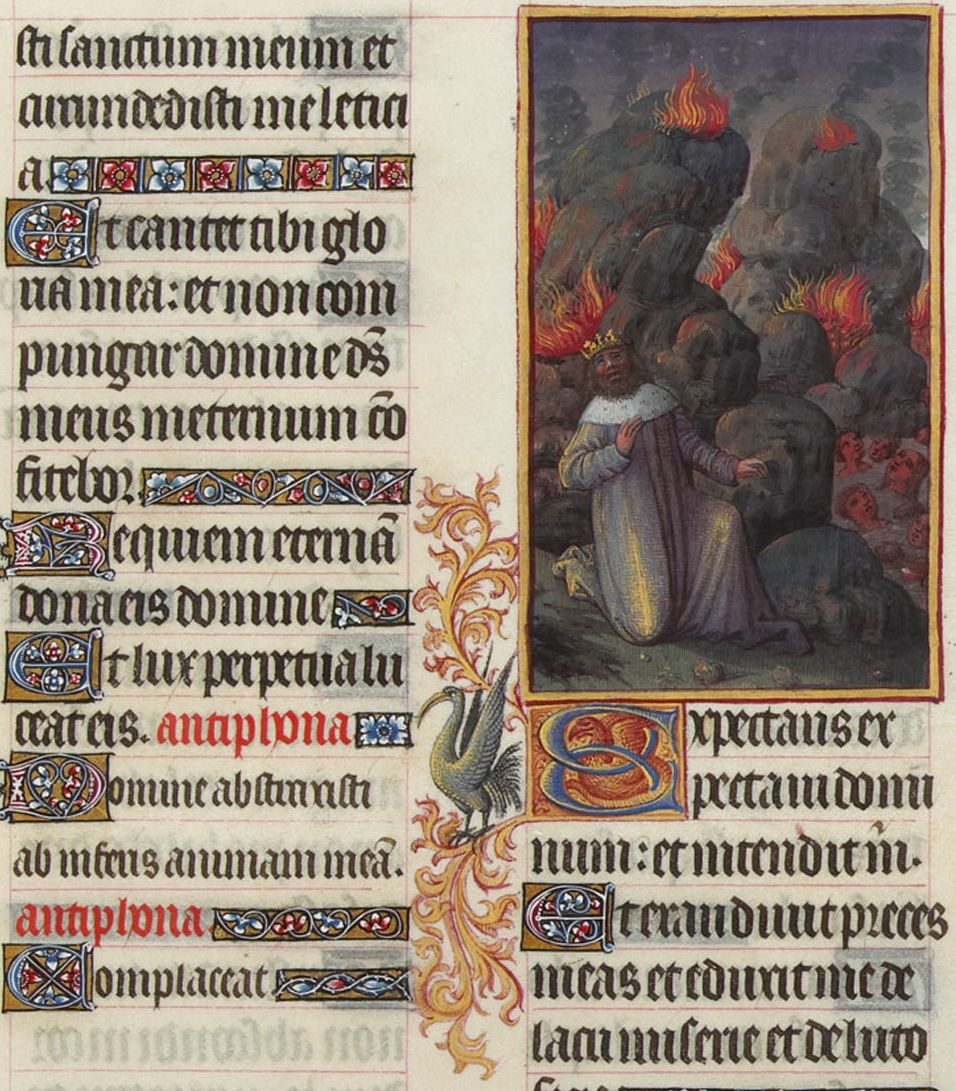
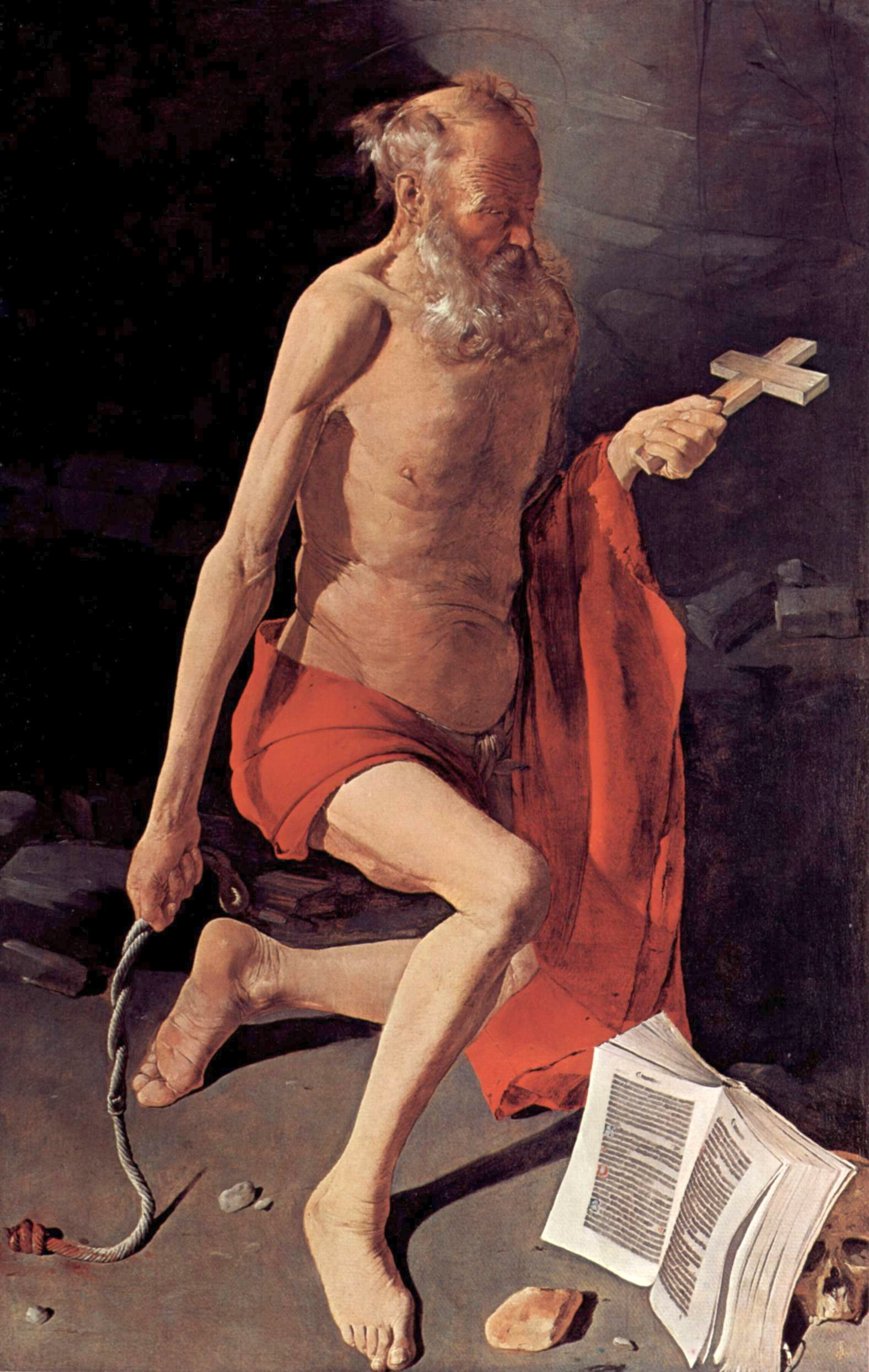
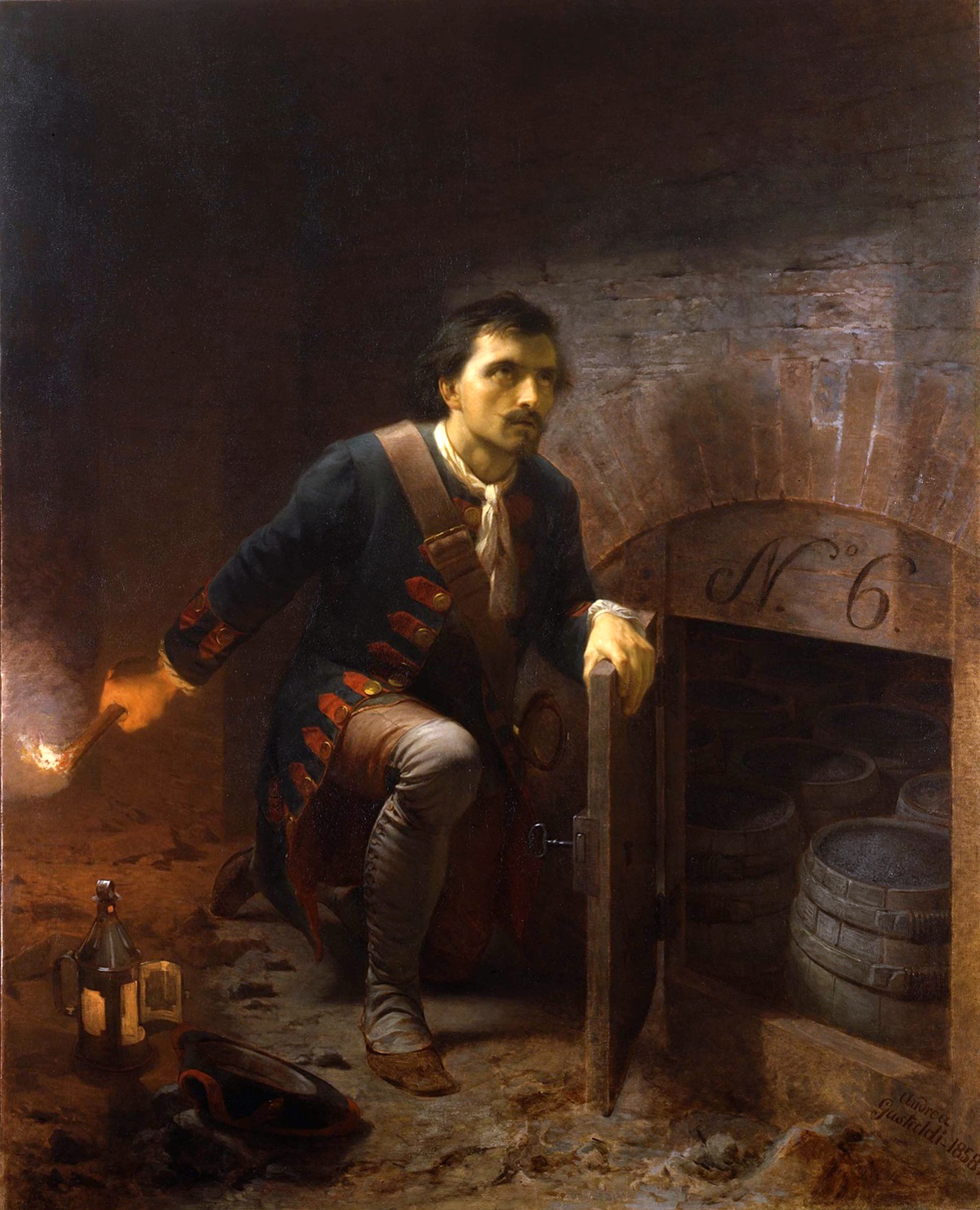
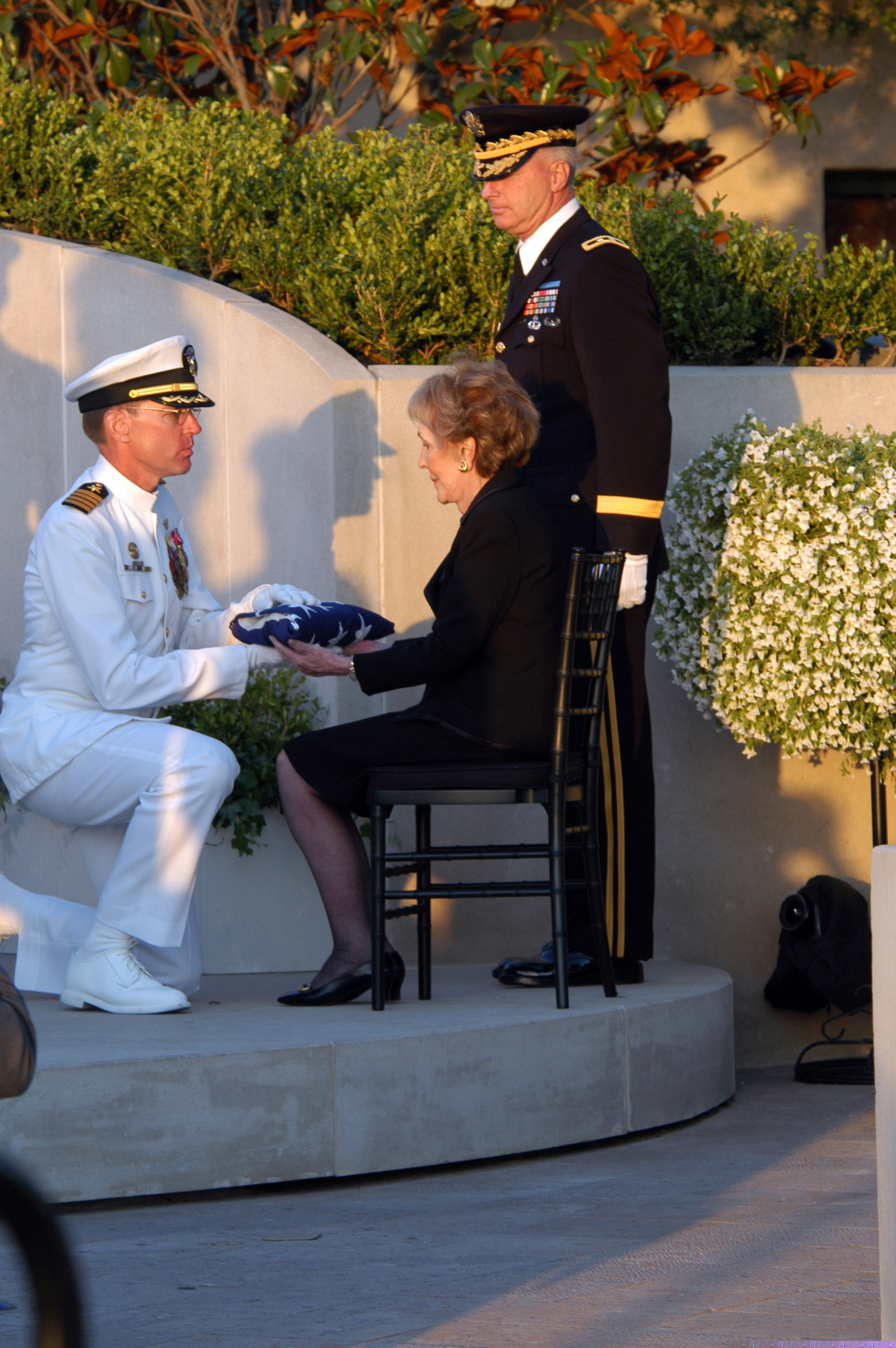
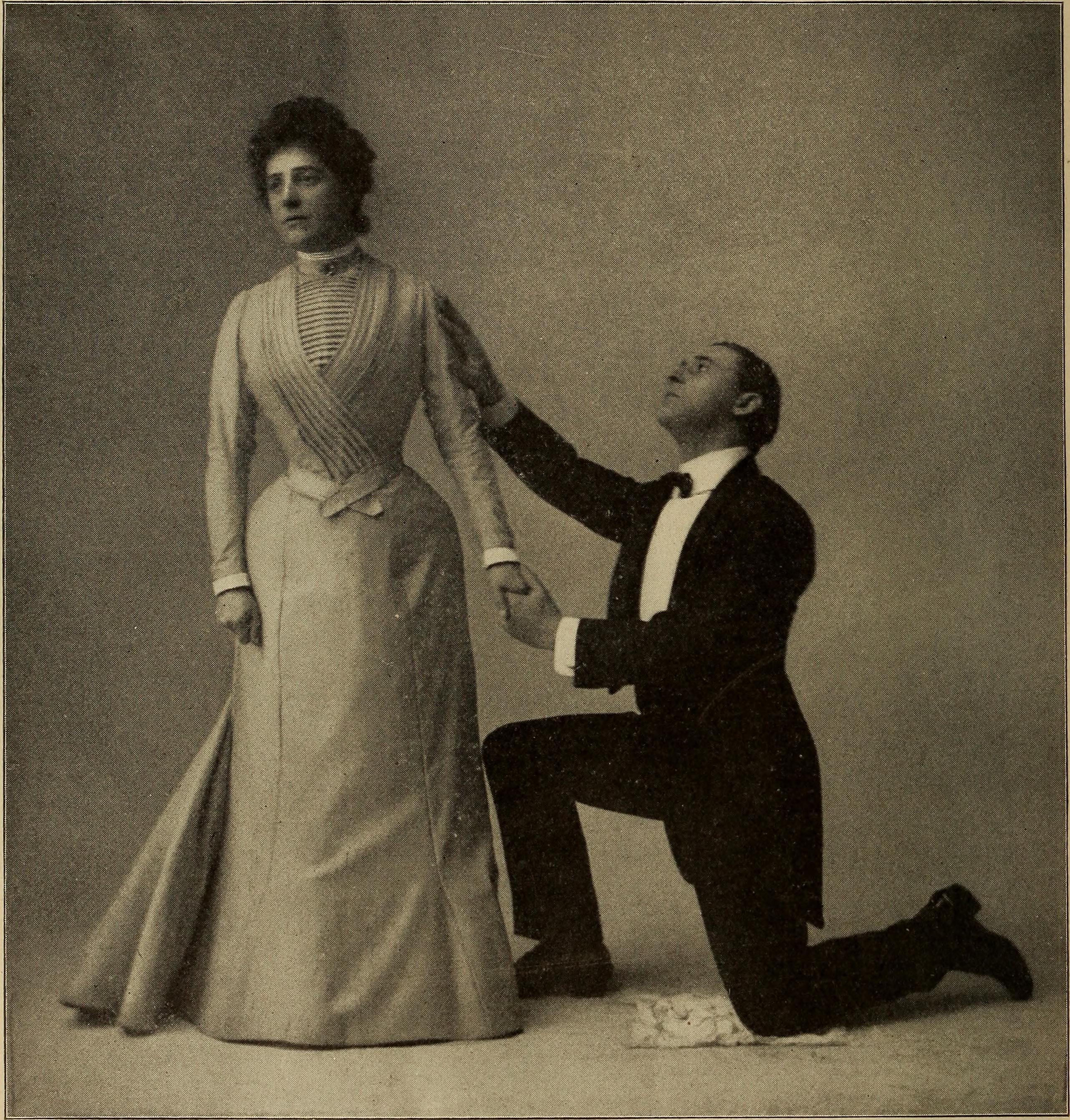
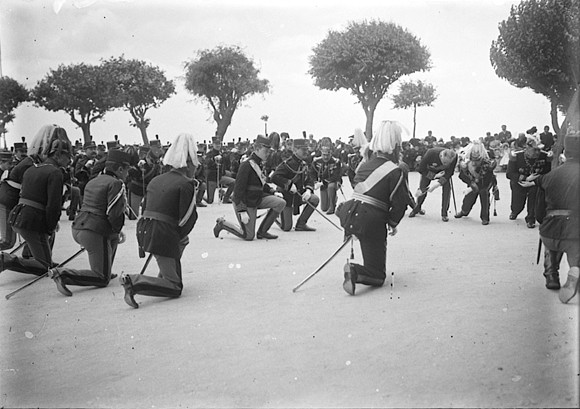
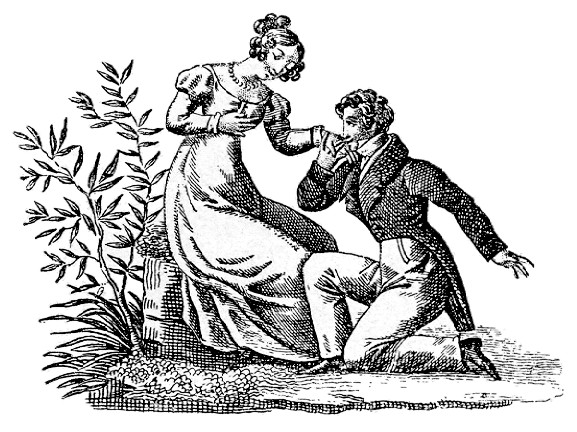
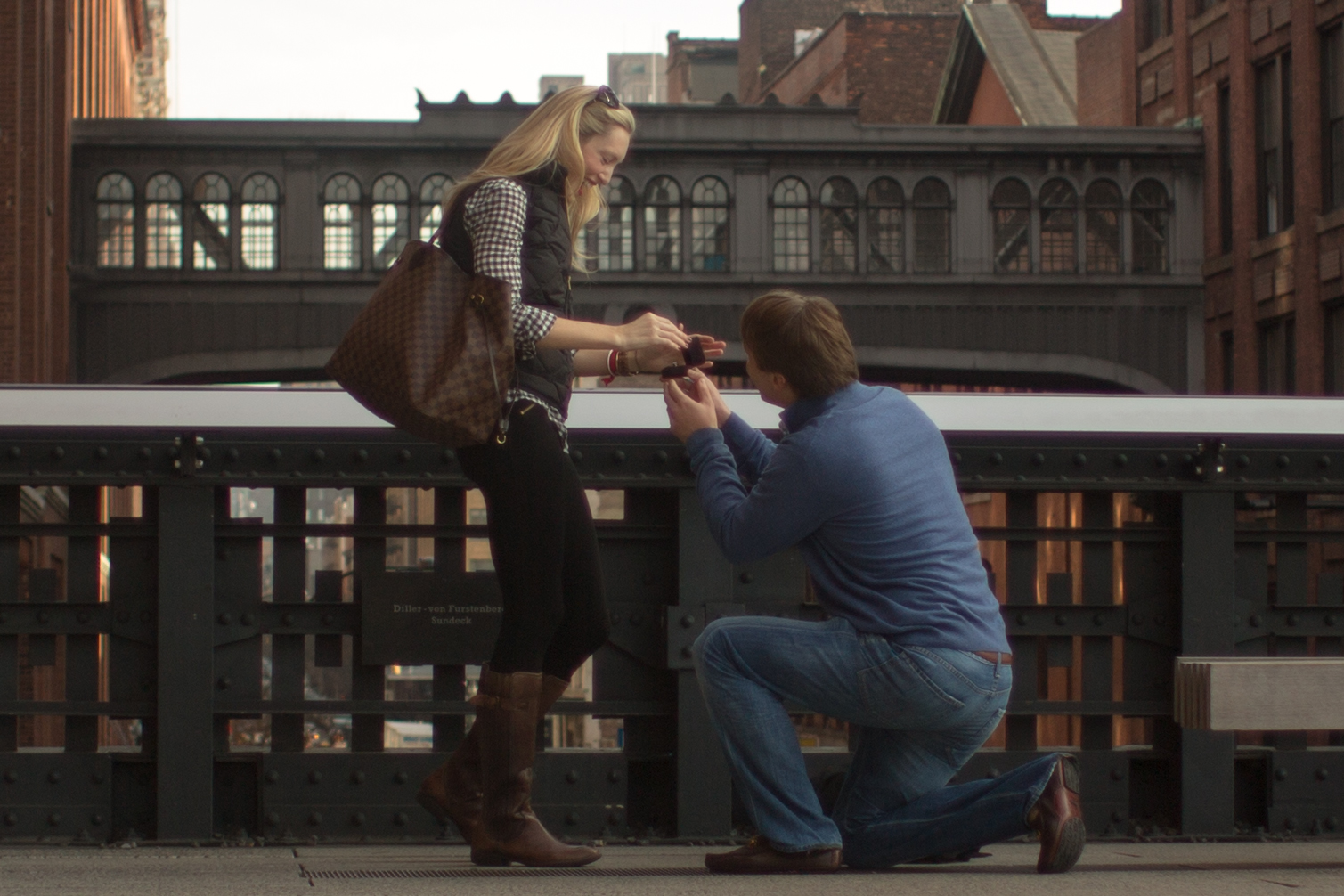
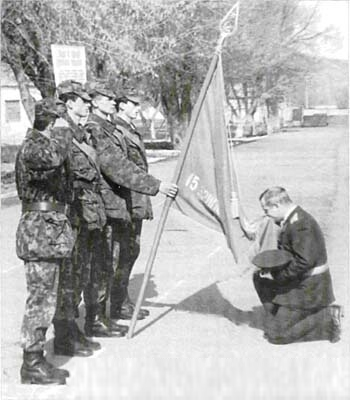
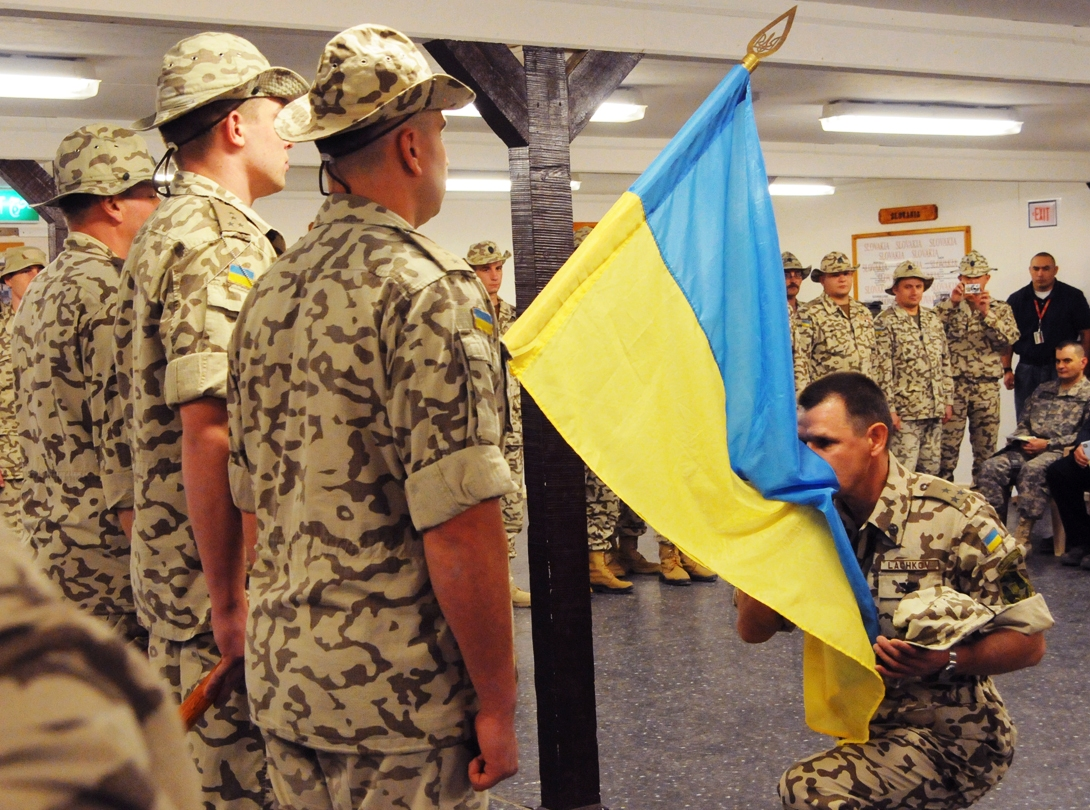
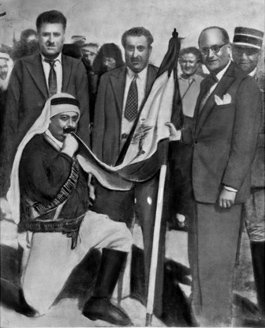